# Lindsaea ensifolia
Lindsaea ensifolia là một loài thực vật có mạch trong họ Dennstaedtiaceae. Loài này được Sw. miêu tả khoa học đầu tiên năm 1801.